# Caribbean Basin Initiative
Pour les articles homonymes, voir CBI.
L’Initiative du Bassin des Caraïbes (IBC, en anglais CBI pour « Caribbean Basin Initiative ») est un programme que les États-Unis avaient mis sur pied, de manière unilatérale, par édiction, en 1984, du « Décret de Rétablissement Économique du Bassin des Caraïbes » (DREBC, en anglais CBERA pour « Caribbean Basin Economic Recovery Act »). Cette IBC,  effective dès le 1er janvier 1984, avait pour but d’accorder  à certains pays d’Amérique centrale ainsi que des Caraïbes, plusieurs avantages tarifaires et commerciaux, permettant, de ce fait, de contrecarrer les mouvements de gauche actifs dans la région comme celui de la guérilla du Salvador ou du sandinisme au Nicaragua. Dans le contenu des dispositions de la DREBC,  l’administration américaine s’interdisait, d’ailleurs, de faire bénéficier des avantages de  l’IBC, les  pays jugés sous influence communiste ou ayant exproprié les États-Unis des biens qu’ils y possédaient. Ce programme, conçu à l’origine pour une durée limitée, fut finalement transformé en « IBC II » dès 1990 par le « Décret d’Extension du Rétablissement Économique du Bassin des Caraïbes » (en anglais « Caribbean Basin Economic Recovery Expansion Act » ) et devint permanent. Cependant, l’entrée en vigueur de l’Accord de libre échange du Nord  de l’Amérique (ALENA, en anglais NAFTA pour « North American Free Trade Agreement »), en 1994, du fait de l’intégration d’un seul des pays de l’IBC en son sein, à savoir le Mexique, engendre chez les autres pays de l’IBC  une capacité de concurrence sur le marché américain, nettement amoindrie vis-à-vis du Mexique, notamment dans les secteurs du  textile et de l'habillement où la bataille était déjà rude avant l’ALENA. Ceux-ci ont donc cherché à augmenter les avantages commerciaux qui leur avaient été accordés dans le cadre de l’IBC pour pouvoir parvenir à une sorte d’ « équivalence ALENA ». Ceci sans succès jusqu'en 2000, date de promulgation de la « Loi sur le commerce de partenariat des Caraïbes », laquelle a été élargie en 2002 permettant à de nombreuses exportations de la région de continuer à recevoir un statut préférentiel aux États-Unis. Néanmoins, on peut penser que ces statuts préférentiels céderont vraisemblablement, de façon progressive, la place à des  accords bilatéraux de libre-échange  voire à être éventuellement fondus dans  la Zone de libre-échange des Amériques que les États-Unis cherchent à instituer sur leur continent.